# 38966 Deller
38966 Deller este o planetă minoră (asteroid), cu un diametru de 4,488 km, din centura de asteroizi. A fost descoperită pe 6 octombrie 2000 la Stația Anderson Mesa de Lowell Observatory Near-Earth-Object Search și a fost numită după Jakob Deller⁠(d). 
Obiectul prezintă o orbită caracterizată de o semiaxă mare de 2,6945794 UAi, o excentricitate de 0,16, o înclinație de 2,62812 ° în raport cu ecliptica.